# Según Afolabi
Según Afolabi (geb. 1966 in Kaduna) ist ein  nigerianischer Schriftsteller, der insbesondere für seine Kurzgeschichtensammlung A Life Elsewhere und den Roman Goodbye Lucille bekannt wurde.

## Leben
Afolabis Vater war der Diplomat James Afolabi. Während seiner Kindheit lebte er in mehreren Ländern, darunter Kongo, Kanada, Ostdeutschland und Indonesien. Mit neun Jahren kam er nach England, besuchte das Brighton College und studierte anschließend Management Studies an der University College Cardiff in Wales. Heute lebt Afolabi in London.

## Wirken
Afolabis erstes Buch, der Kurzgeschichtenband A Life Elsewhere, erschien 2006. In seinen Erzählungen, die an Schauplätzen in verschiedenen Teilen der Welt spielen, thematisiert er wiederkehrend Entwurzelung und ein Gefühl der Fremdheit. Die Kurzgeschichte Monday Morning (2005) erregte besondere Aufmerksamkeit. Sein Debütroman Goodbye Lucille erschien 2007 und fand eine positive Resonanz. Darüber hinaus arbeitete Afolabi zeitweise als Sub-Editor bei der Radio Times und als Assistant Content Producer für BBC Digital Radio.

## Auszeichnungen
Seine Kurzgeschichte Monday Morning wurde 2005 mit dem Caine Prize for African Writing ausgezeichnet, der mit 15.000 US-Dollar dotiert ist. A Life Elsewhere stand auf der Shortlist für den Commonwealth Writers’ Prize. Für den Roman Goodbye Lucille erhielt Afolabi den Authors’ Club Best First Novel Award. Mit The Folded Leaf schaffte er es 2015 erneut auf die Shortlist des Caine Prizes.